# Offenbach-Lohwald

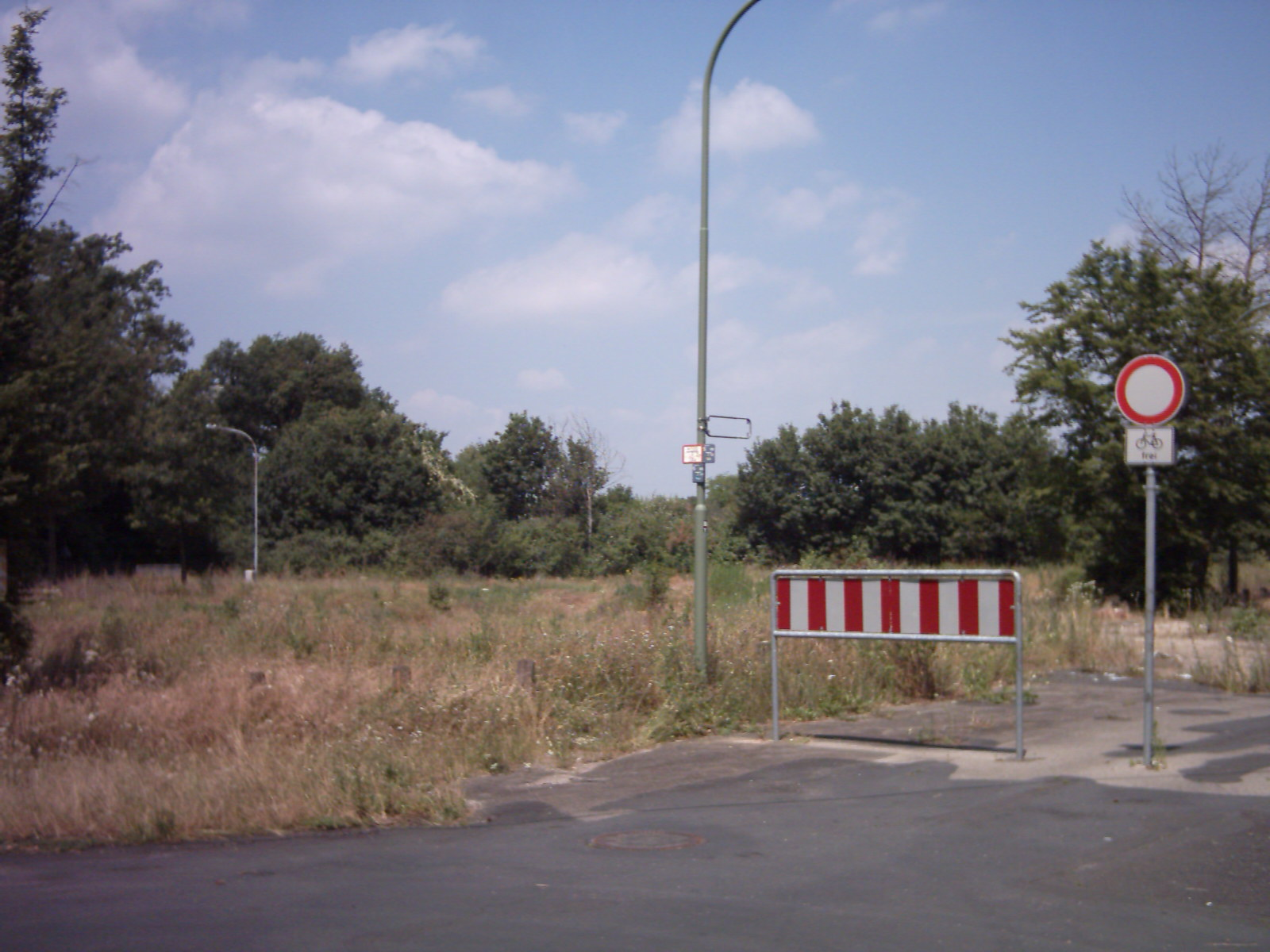
Hecken und Wiese, wo einst Häuser standen (Juni 2005)

Lohwald war eine Ortslage innerhalb des Stadtteils Waldheim der hessischen Großstadt Offenbach am Main.

## Ortslage
Die ehemalige Ortslage Lohwald lag im Osten Offenbachs, im Norden grenzte er an weitere Teile Waldheims und im Süden an den Stadtteil Bieber. Im Osten fand sich die Nachbargemeinde Mühlheim am Main. Im Westen befanden sich Kleingärten und einige Autoverwerter. Dem Stadtteil fehlte bis in die 1970er Jahre jegliche Infrastruktur, wie Nahverkehr, Ladengeschäfte, Schule und Kindergarten.

## Geschichte

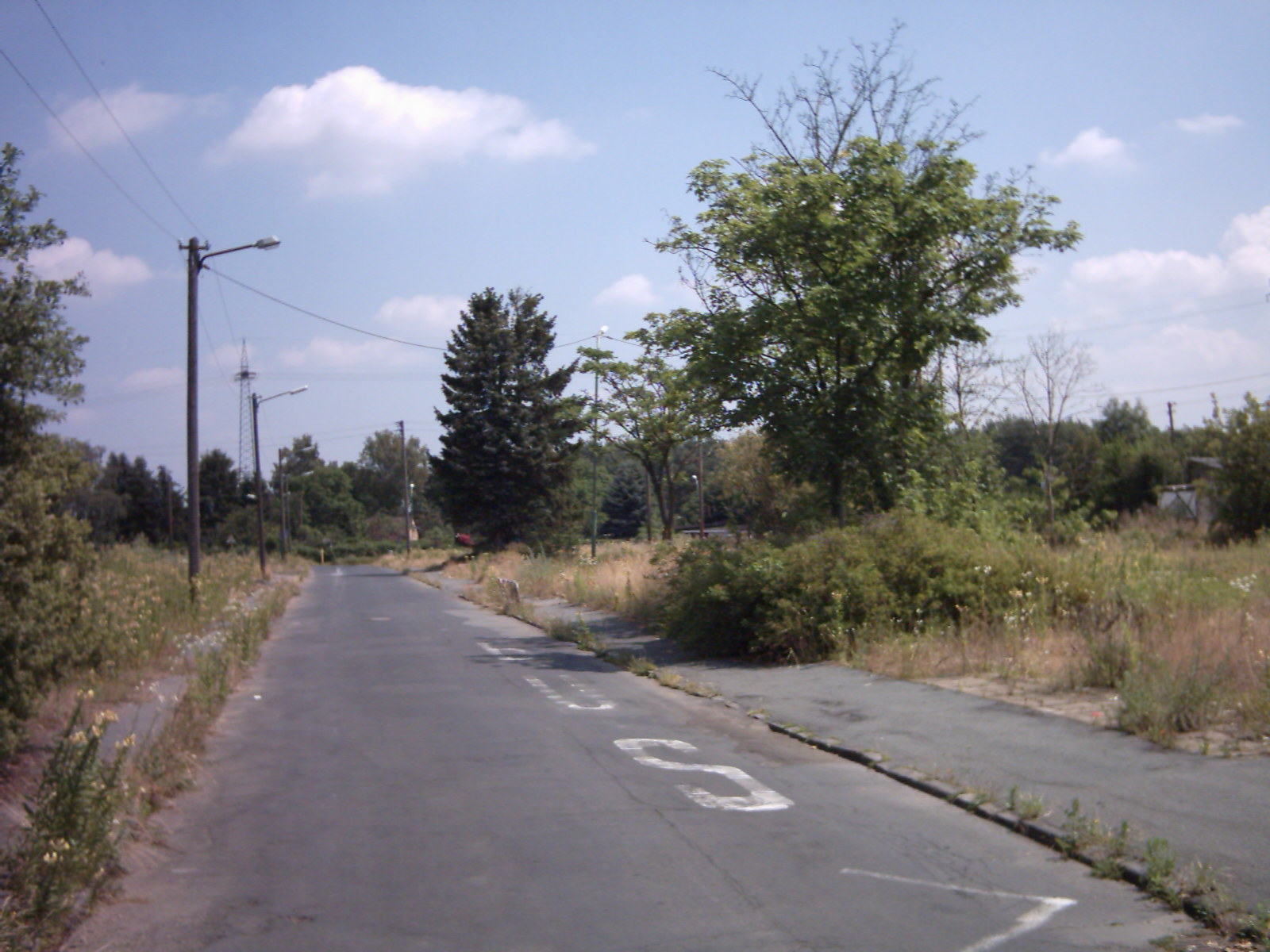
Verlassene Straßen (Juni 2005)

Um 1900 gründete der Frankfurter Unternehmer Jakob Latscha die Grundstücksgesellschaft Marioth-GmbH. Damit plante er Wohneigentum für den kleinen Mann zu fördern, wie schon bei der 1911 errichteten Landhauskolonie Waldheim. Er verkaufte aber während des Ersten Weltkriegs das sogenannte Marioth-Gelände (damals war die Gemarkung Rumpenheim noch nicht eingemeindet) an die Stadt Offenbach.
In den 1930er Jahren entstand dort eine Siedlung mit alten Eisenbahnwaggons. Deshalb nannten Offenbacher die Ortslage Waggonhausen. Hier wurden Stadtstreicher, Obdachlose, Flüchtlinge, Arme und Arbeitslose untergebracht. Ende der 1950er-Jahre lebten dort die Menschen in Bunkern (ohne Fenster, bis dies 1964 untersagt wurde) und Baracken in der Kirschenallee, ohne Wasser- und Stromanschluss. 1967 verlegte die Stadt außerdem noch das Asyl für Stadtstreicher ins sogenannte Marioth. Armut, Vandalismus und eine hohe Kriminalitätsrate prägten den Stadtteil.
1970 wollte die Stadt dem Gebiet ein neues Gesicht geben, so wurde die Ortslage in Lohwald umbenannt und neue Unterkünfte gebaut. Der Name stammt von einem Lohwald zwischen der Bürgeler, Rumpenheimer und Bieberer Gemarkung; in der Nähe stand zudem früher eine Lohmühle.
Am 20. Mai 1999 beschloss die Stadt Offenbach, diesen zum sozialen Brennpunkt gewordenen Stadtteil aufzulösen. Im Juni 2002 lebten hier noch etwa 1500 Menschen, die letzten Familien zogen im Juli 2003 um. Die Wohnhäuser wurden abgebrochen und die Bewohner auf andere Stadtteile verteilt.

## Sport
1974 wurde die Fußballmannschaft FC Lohwald gegründet. Ein internationales Spiel fand 1981 statt: Der FC Lohwald spielte gegen Mauve Weiss Raemerech aus Esch an der Alzette (Luxemburg). Die Partie, die durch das Sport- und Badeamt der Stadt Offenbach vermittelt wurde, endete mit 4:0 für den FC Lohwald.

## Persönlichkeiten
Lange gelebt haben im Stadtteil Lohwald
- Jimmy Hartwig[3]
- Mark Medlock[4]

## An den Eichen

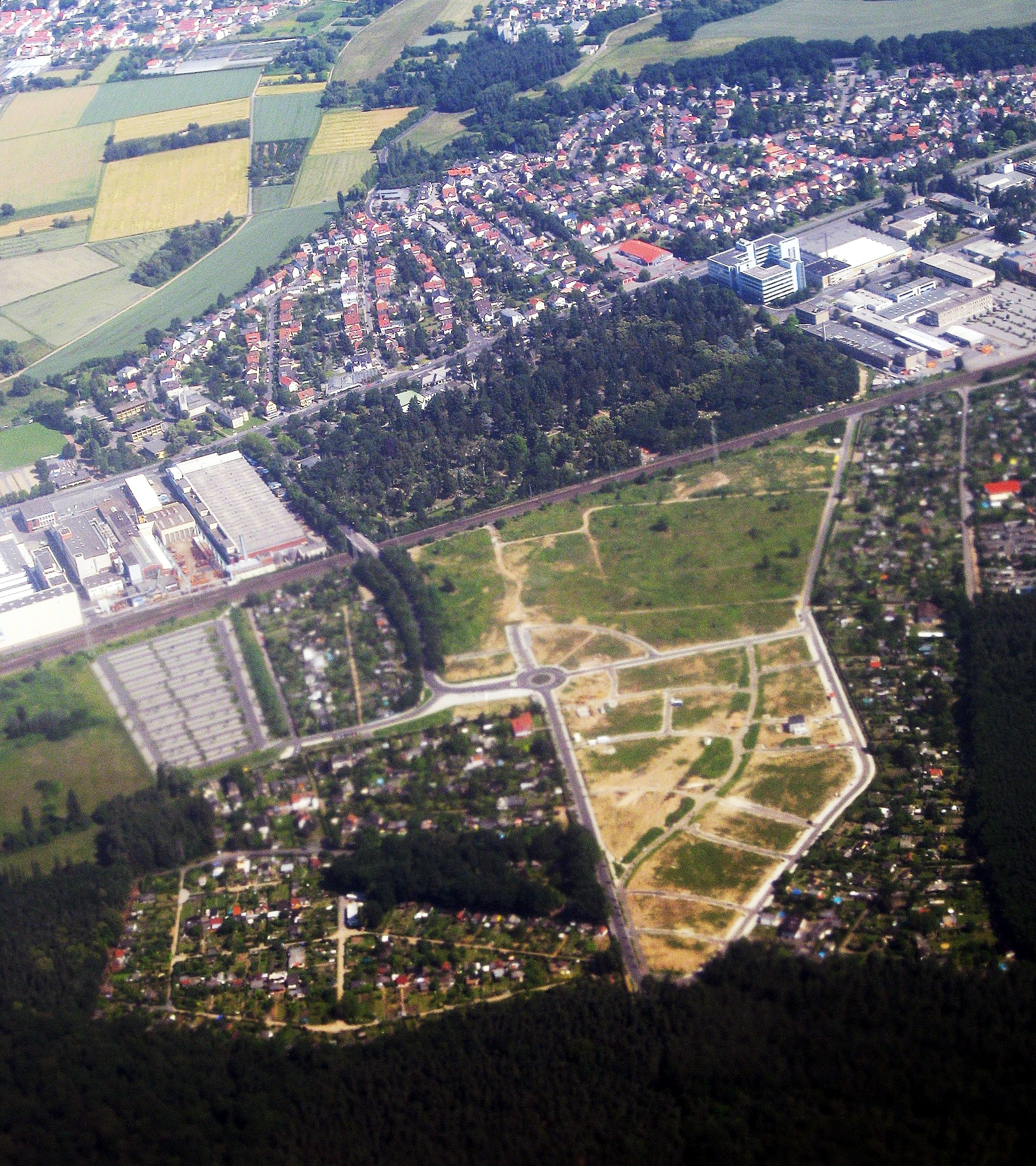
Die neue Ortslage An den Eichen im Juni 2009 (unten rechts)

Die Erschließung des Geländes für den Bau von Einfamilienhäusern wurde durch die stadteigene Erschließungs- und Entwicklungs GmbH durchgeführt. Im Februar 2007 wurden die Abwasserleitungen verlegt und der Straßenbau begann im März des gleichen Jahres.
Auf dem Gebiet des Lohwalds entstand die neue Ortslage An den Eichen. Das Neubaugebiet sollte zunächst den Namen Waldheim-Süd erhalten und erstreckt sich auf 16,8 Hektar. Dort entstanden vorwiegend zweigeschossige Einfamilienhäuser in Reihenhausbauweise.